# الگوی اسلامی-ایرانی پیشرفت
الگوی اسلامی-ایرانی پیشرفت سندی بالادستی است که از سوی آیت‌الله خامنه‌ای، رهبر جمهوری اسلامی ایران، با هدف تبدیل ایران به خاستگاه «تمدن نوین اسلامی-ایرانی» در مهر ۱۳۹۷ به نهادها و دستگاه‌های این کشور ابلاغ شده است.

## پیش زمینه
از سال ۱۳۸۴، رهبر جمهوری اسلامی در سخنرانی‌های خود شروع به بحث دربارهٔ الگوی پیشرفت کرد و کلمه پیشرفت را به جای کلمه توسعه که در دولت‌های هاشمی رفسنجانی و خاتمی بیشتر کاربرد داشتند به کار برد. در آذر ۸۹ و اردیبهشت ۹۰ دو نشست برای الگوی ایرانی-اسلامی پیشرفت برگزار شد. در خرداد ۹۰، آیت‌الله خامنه‌ای  انتصاب رئیس و اعضای شورای عالی مرکز الگوی اسلامی-ایرانی پیشرفت را زیر نظر خود منصوب و این مرکز را تأسیس کرد. صادق واعظ‌زاده، پسرخاله رهبر جمهوری اسلامی، به ریاست این مرکز منصوب شد. این مرکز بین سال‌های ۹۵ تا ۹۷، ۲۰ میلیارد تومان بودجه داشته است.

## تدوین
«مرکز الگوی اسلامی ایرانی پیشرفت» در سال ۱۳۹۰ تشکیل شده که رهبر جمهوری اسلامی از آن خواست ظرف دو سال نسخه ارتقا یافته این الگو را تصویب کند. نسخه اولیه این الگو طی هفت سال و با کار «چند هزار تن از صاحب‌نظران و استادان دانشگاهی و حوزوی و فرزانگان جوان» تدوین شده است. در هنگام ابلاغ، قرار بود اجرای این سند از سال ۱۴۰۰ شمسی آغاز شود و به ترسیم «اهم مبانی و آرمان‌های پیشرفت و افق مطلوب کشور در پنج دههٔ آینده» بپردازد. «جمله‌سازی‌های واضح»، «تکرار مکررات» و «متن شعارگونه» از جمله نقدهایی است که به این الگو وارد شده است.

## مفاد
این الگو بخشی از مرحله‌های پنج‌گانه «انقلاب اسلامی، حکومت اسلامی، دولت اسلامی، جامعه اسلامی و تمدن اسلامی» و «تحقق آرمان مهدویت» است. «تمدن نوین اسلامی-ایرانی» مرحله آخر از این مراحل است. رهبر جمهوری اسلامی به مجمع تشخیص مصلحت نظام، مجلس، دولت، شورای عالی امنیت ملی، شورای عالی انقلاب فرهنگی، شورای عالی فضای مجازی، دانشگاه‌ها و حوزه‌های علمیه، صداوسیما و دستگاه‌های تبلیغی فرمان داده برای پیشبرد این سند تلاش کنند و این الگو به گفتمان غالب بر «ذهن‌ها و قلب‌های جوانان» تبدیل شود.
با معرفی این الگو، هدف از چشم‌انداز قبلی که ۱۴۰۴ بود به ۱۴۴۴ موکول شد. از اهداف این الگو این است که ایران تا سال ۱۴۴۴ خورشیدی باید «در میان پنج کشور پیشرفته جهان در تولید اندیشه، علم و فناوری» جای بگیرد.